# كارين ديان بالدوين
كارين ديان بالدوين هي عارضة وكاتبة سيناريو وممثلة كندية، ولدت في 6 سبتمبر 1963 في لندن في كندا.

## أعمال

### أفلام
- راي[7]
- صحاري